# 司馬永祚
司馬永祚（?—?），西晋宗室，河內溫縣人。
司馬昭第八子，晋武帝司马炎的弟弟，史书没有记录他母亲的姓氏。他早早夭折，《晋书》没有完整的传记。

## 延伸阅读
[在维基数据编辑]
 《晉書·卷038》，出自房玄齡《晉書》